# Vickers Type 253
El Vickers Type 253 fue un biplano biplaza monomotor militar de uso general, construido según una especificación gubernamental de 1930. Obtuvo un contrato de producción, pero este fue transferido al monoplano equivalente de la misma compañía, el Wellesley. Sólo se construyó un ejemplar.

## Diseño y desarrollo
En abril de 1932, el Ministerio del Aire adjudicó un contrato a Vickers por un solo prototipo de avión según la Especificación G.4/31 para un reemplazo Westland Wapiti, un avión multitarea capaz de realizar bombardeos a nivel, cooperación con el ejército, bombardeos en picado, reconocimiento, evacuación de bajas y torpedeos. El participante de Vickers en esta competición fue el Type 253, aunque a menudo fue conocido por la especificación como Vickers G.4/31. El Ministerio también había encargado prototipos de otros diseños y algunos constructores habían ofrecido proyectos privados (aviones construidos con su propio dinero). El Type 253 competía contra el Handley Page HP.47, el Fairey G.4/31, el Westland PV.7, el Armstrong Whitworth A.W.19, el Blackburn B-7, el Hawker P.V.4 y el Parnall G.4/31. El Ministerio prefiría un motor refrigerado por aire y la elección de Vickers fue el radial Bristol Pegasus.
El Vickers Type 253 utilizaba un motor Pegasus IIM3, encerrado bajo un anillo Townend que reducía la resistencia, para propulsar un biplano de dos vanos, sin decalaje, con un ala inferior más pequeña en envergadura y cuerda. Ambas alas tenían una cuerda constante, pero las secciones centrales estaban ligeramente aflechadas hacia adelante y la sección central inferior se extendía con ángulo diedro negativo hacia los puntales interplanares internos. Ambos conjuntos de soportes interplanares estaban inclinados hacia afuera, teniendo los exteriores más inclinación, mientras que ambas alas llevaban alerones y los planos superiores tenían slats de borde de ataque. Las alas se unían a la parte superior e inferior del fuselaje sin dejar ningún espacio, con el piloto sentado justo por delante del borde de ataque en una cabina abierta y el observador sentado muy detrás del borde de fuga. Una cola convencional llevaba timón y elevadores compensados. El tren de aterrizaje fijo con eje dividido estaba cuidadosamente montado, las patas principales fijadas al larguero delantero por debajo de los soportes interplanares internos y arriostrados hacia atrás hasta las raíces del ala.
La construcción era la común de lona sobre una estructura de metal, pero la del fuselaje era bastante novedosa. Fue diseñado por el ingeniero estructural jefe de Vickers, Barnes Wallis, y fue un paso en el camino hacia sus marcos geodésicos, donde la distinción entre miembros principales y secundarios se perdía en gran medida. La estructura del fuselaje del Type 207 tenía cuatro larguerillos de aleación ligera, cada uno fabricado en secciones que se atornillaban entre sí. Estos larguerillos estaban unidos por un par de miembros de canal helicoidal opuestos, formando una malla tubular diagonal. La construcción de las alas era menos radical, y de hecho menos novedosa que la del anterior Type 207, que tenía alas gruesas de sección RAF 34 construidas con un tejido complejo inspirado en la experiencia previa de Wallis en dirigibles; el Type 253 volvió a la sección RAF 15 más delgada y a un diseño de dos largueros más familiar.
Mutt Summers llevó el Type 253 en su primer vuelo el 16 de agosto de 1934 en Brooklands. Luego, después de algunas modificaciones, fue al Establecimiento Experimental de Aeroplanos y Armamento en Martlesham Heath para realizar pruebas en el concurso de especificaciones. En febrero de 1935, el único 253 voló con un Pegasus IIIM3 mejorado. El Type 253 ganó el concurso y obtuvo un pedido de 150 aviones. Sin embargo, el 19 de junio de 1935, Summers voló el monoplano Type 246 que Vickers había construido para la misma especificación con financiación privada, que se convertiría en el prototipo del Type 287 Wellesley. Fue inmediatamente evidente que el monoplano ofrecía un mejor rendimiento y una mayor carga útil, por lo que el pedido del Type 253 fue cancelado y reemplazado por uno para el Wellesley en septiembre de 1935.

## Especificaciones
Referencia datos: Andrews

### Características generales
- Tripulación: Dos[4]
- Longitud: 11,3 m (37 ft)
- Envergadura: 16 m (52,6 ft)
- Altura: 3,8 m (12,5 ft)
- Superficie alar: 53,8 m² (579,1 ft²)
- Perfil alar: RAF 15[5]
- Peso vacío: 2041 kg (4498,4 lb)
- Peso cargado: 3787 kg (8346,5 lb)
- Planta motriz: 1× motor radial de 9 cilindros refrigerado por aire Bristol Pegasus IIM3.
  - Potencia: 474 kW (654 HP; 645 CV)
- Hélices: Bipala de madera de paso fijo

### Rendimiento
- Velocidad máxima operativa (Vno): 259 km/h (161 MPH; 140 kt) a 1400 m (4500 pies)
- Techo de vuelo: 6600 m (21 654 ft) [4]
- Tiempo a altitud: 8 min 30 s para 3000 m (10 000 pies)[4]

### Armamento
- Ametralladoras: 

  - 1x Lewis de 7,7 mm frontal fija en el lateral superior de babor del fuselaje
  - 1x Lewis de 7,7 mm flexible en montaje de anillo en la cabina del observador

## Aeronaves relacionadas

### Secuencias de designación
- Secuencia Numérica (interna de Vickers): ← 249 - 250 - 252 - 253 - 255 - 256 - 258 →